# 34:26
34:26 är den första EP:n släppt av Zechs Marquise den 1 juli 2006. EP:n är 34:26 minuter lång och innehåller ett delvis improviserat live jam från H.O.R.R., en klubb i deras hemstad El Paso, Texas.

## Låtar
1. Part 1 (live)
2. Part 2 (live)
3. Part 3 (live)
4. Part 4 (live)

## Medverkande
- Marcel Rodriguez-Lopez – trummor
- Marfred Rodriguez-Lopez – basgitarr
- Marcos Smith – gitarr
- Matthew Wilkson – gitarr